# Sarah Kanyike
Sarah Kanyike là một Uganda chính trị gia. Bà là Phó Thị trưởng của thành phố Kampala, Uganda, thủ đô và khu vực đô thị lớn nhất trong cả nước. Cô được bổ nhiệm vào vị trí đó vào ngày 16 tháng 6 năm 2016. Cô đồng thời đại diện cho Makindye East trong Hội đồng chính quyền thành phố thủ đô Kampala.

## Bối cảnh và giáo dục
Kanyike theo học tại Đại học Makerere, tốt nghiệp Cử nhân Giáo dục.

## Kinh nghiệm làm việc
Trong mùa chính trị 2011-2016, Sarah Kanyike từng là trợ lý cá nhân cho Thị trưởng Lord Erias Lukwago. Cô cũng đại diện cho Makindye East trong Hội đồng KCCA từ 2011 đến 2016. Trong quá khứ, cô từng là ủy viên hội đồng của Makindye East trong khi John Ssebaana Kizito là thị trưởng, giữa năm 1998 và 2006. Trong quá khứ, cô đã từng không thành công trong cuộc tranh cử cho ghế Nghị viện Makindye East.